# 边院镇
边院镇，是中华人民共和国山東省泰安市肥城市下辖的一个乡镇级行政单位。

## 行政区划
边院镇下辖以下地区：
过村、亓庄村、何庄村、大尚村、小尚村、济河堂村、于老村、济河村、高庄村、魏庄村、周岗村、陈洼村、岔河店村、东军村、西军村、宋台村、朱官村、营盘村、兴隆村、张山头村、雨前村、大任文村、小任文村、马新村、张岭村、上官村、母林村、雨山村、东片村、西片村、旗林村、杨庄村、李庄村、红庙村、张庄村、边院村、河西村、姜堂村、官庄村、徐庙村、南仇村、王堂村、夏庄村、唐车村、后营村、李海子村、张桥村、前黄村、后黄村、柳林村、运河村、大武村、王柳村、侯刘村、赵吕村、韩庄头村、周王村、东村、西村、南村、北村、东庄村、南庄村、东坡村、西坡村、北仇村、北坡村、葛庄村、西古村、古店村、中古村、东古村、凤凰村、西李村、小王村、马堂村、北湖村、北杨村、大王村和宋庄村。

## 人口
2010年中国第六次人口普查时，边院镇共有人口73473人。共有家庭23092户，平均每户3.14人。14岁以下的少年儿童共11540人，占总人口15.70%；15-64岁人口共54294人，占总人口73.89%；65岁及以上的老年人共7639人，占总人口的10.39%。男性共计35452人，占总人口48.25%；女性共计38021人，占总人口51.74%。本地居住的人口中，拥有本地户籍的人口为72002人，占97.99%。